# EDUCAnet – gymnázium, střední odborná škola a základní škola Praha
EDUCAnet – gymnázium, střední odborná škola a základní škola Praha, s. r. o., je gymnázium, střední odborná a základní škola v Praze a jiných městech v České republice. V Praze sídlí na adrese Roztylská 1/1860 V pražské čtvrti Chodov u autobusové stanice Na Jelenách. 

## Výuka a partnerství
Od roku 2016 nabízí bilingvní program na gymnáziu. Kromě toho je otevřený obor. Posléze se škola rozšířila o základní školu. Patří do sítě škol EDUCAnet, který je partnerem projektu Erasmus+. Její součástí je i mateřská škola Edík. V tuto chvíli škola nabízí středoškolské obory bilingvní gymnázium a základní školu. 
Ředitel školy se zapojil do diskuze ohledně domácích úkolů. Škola je zapojena do programu Centra pro talentovanou mládež – CTM. Žáci školy se zapojili do projektu Rozečti se.

## Vzdělávací koncepce NextGen
Od školního roku 2025/2026 přinášíme nový koncept gymnaziálního bilingvního vzdělávání, který klade důraz na ucelenost, flexibilitu a praktické dovednosti. 

## Právnické osoby
| ID zařízení | Název zařízení | Kapacita | Ulice            | Obec             | Typ |
| ----------- | -------------- | -------- | ---------------- | ---------------- | --- |
| 110036514   | Střední škola  | 440      | Roztylská 1860/1 | Praha 4 - Chodov | C00 |
| 181035669   | Základní škola | 260      | Roztylská 1860/1 | Praha 4 - Chodov | B00 |

## Vyučované obory
| Popis oboru         | Forma vzdělání | Kód oboru  | Kapacita oboru | Délka vzdělání |
| ------------------- | -------------- | ---------- | -------------- | -------------- |
| Základní škola      | denní          | 79-01-C/01 | 260            | 9 r. 0 měs.    |
| Bilingvní gymnázium | denní          | 79-41-K/41 | 440            | 4 r. 0 měs.    |